# Cyriel Van den Abeele
Cyrillus (Cyriel) Evaristus Van den Abeele (Ursel, 14 januari 1875 - Gent, 2 november 1946) was een Belgisch organist en componist. Hij verwierf bekendheid door zijn orgelimprovisaties op het orgel van de Sint-Niklaaskerk in Gent dat hij sinds 1901 bespeelde.

## Opleiding
Hij was de zoon van Hyppoliet Van den Abeele, koster-organist in de Sint-Medarduskerk van Ursel. Hij voltooide het middelbaar onderwijs aan het Sint-Vincentiuscollege van Eeklo. Zijn vader had hem voordien reeds de eerste orgellessen gegeven en vanaf 1893 ging hij naar het Koninklijk Conservatorium te Gent waar hij les kreeg van onder meer Jozef Tilborghs en diens assistent Adolf D'Hulst (orgel), Paul Lebrun (harmonieleer) en Adolphe Samuel (compositie). Hij behaalde er eerste prijzen voor harmonieleer, contrapunt, orgel en fuga. In 1897 studeerde hij er af.
In 1899 deed Van den Abeele samen met Ernest Brengier, die zijn medestudent was aan het conservatorium, mee aan de Prix de Rome met een cantate met de naam Bruiloftsklokken.

## Carrière als organist
Van den Abeele werd in 1901 organist in de Gentse Sint-Niklaaskerk die in het bezit is van een Cavaillé-Coll-orgel, een romantisch orgel. In het begin speelde Van den Abeele vooral werk van onder andere Bach, Rheinberger, Rinck en Mendelssohn. Al snel stapte Van den Abeele over naar het improviseren van de dagliturgie. Het was vooral door deze gesmaakte improvisaties dat Van den Abeele bekend raakte in kunstenaarskringen.  Hij bleef het orgel bespelen tot aan zijn dood.
Van den Abeele stelde zich in 1902 kandidaat om Tilborghs op te volgen als orgeldocent aan het Gentse conservatorium. Het was Léandre Vilain die toen werd benoemd. Hij werd daarna muziekleraar aan het Josefietencollege van Melle. In 1931 stelde hij zich nogmaals kandidaat om Vilain op te volgen maar het was Flor Peeters die de nieuwe orgeldocent werd.

## Van den Abeele als componist
Van den Abeele heeft ook een aantal werken gecomponeerd. Hij was actief als componist in de periode 1895-1904 en na 1920. Vooral zijn latere composities zijn te situeren in de laat-romantiek waarbij de voorliefde voor Wagner naar voren komt. Zijn werk is stilistisch enigszins te vergelijken met de composities van Max Reger. Hij componeerde werken voor missen, voor orkest, voor kamermuziek, voor klavier en een symfonie. Vreemd genoeg componeerde hij slechts twee werken voor orgel.

### Orkest
- Largo
- Symphonie: andante molto tranquillo
- Symphonie: en mi majeur

### Koor
- Mariaspel
- Mis voor gemengd koor en orkest
- Regina coeli
- Tantum ergo
- Salve regina

### Kamermuziek
- Verzuchting

### Piano
- Allegro con fuoco, voor piano
- Sonate voor piano of harmonium

### Zang en piano
- Adeste Fideles, voor zang en piano
- Gelukkige stonden (met Nederlandse tekst)
- Kent gij uw Vlaanderland
- Moederklacht (sopraan)
- O! Land..., voor zang en piano
- Op 't Kerkhof
- Rookerslied (tekst: J. Vuylsteke)
- Waai nu zoetjes, o zoete wind (tekst: Emiel Kersten)

### Orgel
- Andante con espressione
- Scherzando (fantasia)